# 焦糖牛奶醬
焦糖牛奶醬（西班牙語： 西班牙語：[ˈdulse ðe ˈletʃe]; 葡萄牙語： IPA：[ˈdosi dʒi ˈlejtʃi]），是一種拉丁美洲甜点。該甜點使用加糖的牛奶加熱後使其牛奶產生美拉德反应，並使這甜醬獲得該有的色澤和焦糖的氣味和質感。 Dulce de leche 在西班牙语为「牛奶的甜味」或「焦糖」。 在智利，焦糖牛奶醬被称为「manjar de leche」或「曼哈爾醬」(manjar)。 

## 製作及用途

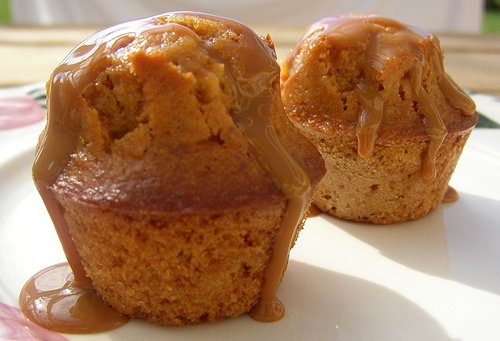
添加 焦糖牛奶醬的玛芬

最基本的食谱是使用小火慢慢 燉煮 牛奶和 糖，並且持續著攪拌。其他成分，如香草可以加進去來增加风味。牛奶裡多餘的水會蒸发掉，使的和混合物变黏稠；最終所得的焦糖牛奶醬通常是所使用的牛奶體積的六分之一。变换时出现在准备由两个组合共同的布朗宁的反应称为焦糖和 梅拉德的反应。
自家做的焦糖牛奶醬有时是使用一罐个未打开的 煉奶，使他沸腾個两到三个小时 (或30至45分钟在一个 壓力鍋)，這方式特别常在是那些生活在不能隨時買到此甜點的国家比較常見。使用這一種方法的成品，通常會比慢煮的還要甜。在爐子上使用這方法是非常危險的；如果罐頭被煮干，可能會因為过热而爆炸。
焦糖牛奶醬通常被使用在甜點上调味，例如蛋糕，吉拿棒，焦糖牛奶甜餅（特別是alfajor），华夫饼，奶油焦糖布丁（在西班牙和葡萄牙语的地区称为flan），以及 冰淇淋；它也是一个受欢迎的 可丽饼 (panqueques) 和 烤吐司抹酱，而法国的 甜奶布丁通常是跟 白起士一起搭配。